# Asplundia brunneistigma
Asplundia brunneistigma är en enhjärtbladig växtart som beskrevs av Barry Edward Hammel. Asplundia brunneistigma ingår i släktet Asplundia och familjen Cyclanthaceae. Inga underarter finns listade.